# Rokytov pri Humennom
Rokytov pri Humennom és un poble i municipi d'Eslovàquia. Es troba a la regió de Prešov, al nord del país.

## Història
La primera referència escrita de la vila data del 1379.

## Demografia
| Godina             | 1994 | 2004    | 2014   | 2024   |
| ------------------ | ---- | ------- | ------ | ------ |
| Nombre de persones | 354  | 303     | 304    | 287    |
| Diferència         |      | −14,40% | +0,33% | −5,59% |

| Godina             | 2023 | 2024   |
| ------------------ | ---- | ------ |
| Nombre de persones | 294  | 287    |
| Diferència         |      | −2,38% |